# Alime Abdenanova
Alime Seitosmanovna Abdenanova (în tătară crimeeană Alime Seitosman qızı Abdenanova; în rusă Алиме Абденанова; n. 4 ianuarie 1924, Kerci, RSFS Rusă, URSS – d. 5 aprilie 1944, Simferopol, RSFS Rusă, URSS) a fost un soldat tătar crimeean în armata de coastă sovietică în timpul celui de-al doilea război mondial. După începerea ocupației germane în Crimeea, în 1943, ea și-a condus grupul de recunoaștere pentru a aduna informații despre pozițiile trupelor germane și române din întreaga Peninsulă Kerci, lucru pentru care a fost distinsă cu Ordinul Steagul Roșu. După ce grupul a fost arestat de germani în februarie, Abdenanova a fost torturată timp de peste o lună, dar a refuzat să dezvăluie orice informație. La vârsta de douăzeci de ani a fost executată de Gestapo la periferia orașului Simferopol la 5 aprilie 1944. La 1 septembrie 2014, prin decretul lui Vladimir Putin, a fost declarată postum Erou al Federației Ruse (în rusă Герой Российской Федерации), devenind astfel a șaisprezecea femeie și primul tătăr crimeean care a primit această distincție.

## Tinerețe
Alime s-a născut la 4 ianuarie 1924 la Kerci într-o familie de țărani tătari crimeeni. Mama ei, Meselme, s-a născut în orașul vecin Maiak-Salin într-o familie numeroasă și a crescut în sărăcie până s-a căsătorit la vârsta de șaptesprezece ani; tatăl ei Seit-Osman a lucrat la uzina metalurgică din Kerci. În 1926, s-a născut sora lui Alime, Azife, iar în 1929 s-a născut sora sa mai mică, Feruza. După moartea mamei sale în 1930 și a tatălui ei în 1931, Alime și surorile ei au locuit cu bunica lor în Jermai-Kașik și au luat numele de familie Abdenanova.
După ce a absolvit cu onoruri școala secundară de șapte ani, a găsit de lucru ca secretară în satul sovietic Uzun-Aiakski din raionul Leninski. În 1940 a devenit membru al Comsomolului. După invazia germană a Uniunii Sovietice din iunie 1941, ea a depus cerere de înrolare în Armata Roșie de mai multe ori, dar de fiecare dată a fost refuzată pe motiv că era membru al Comitetului executiv al raionului Leninski. La 16 noiembrie 1941, comitetul a fost mutat la Kerci și mai târziu la Temriuk. După aceste mutări, s-a putut înscrie la cursuri medicale și a fost apoi repartizată într-un spital din Krasnodar.

## Activități ca lider-cercetaș

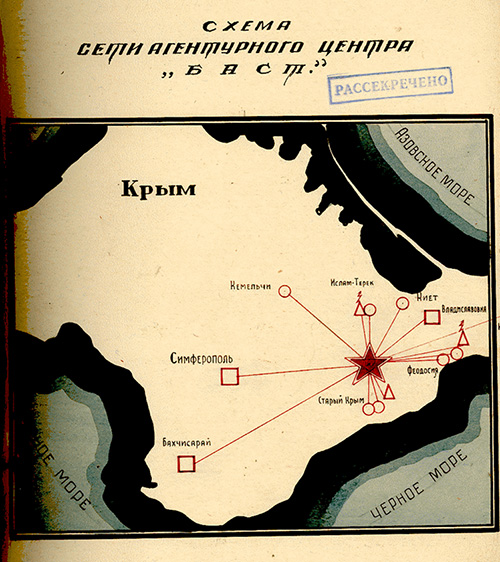
Schema rețelei de agenți a centrului „Bast”

După ce trupele sovietice au recucerit teritoriul controlat anterior de wehrmacht în bătălia de la Kursk și în operațiunea Novorossiisk-Taman, conducerea Armatei Roșii a intenționat să lanseze în continuare o ofensivă pentru a recupera Crimeea. În acest scop, generalul-maior Nikolai Trusov, șeful adjunct al Statului Major al Serviciului de Informații al Armatei de Coastă, a ordonat trimiterea cercetașilor de recunoaștere în partea din spate a forțelor Axei în retragere. S-a format grupul de recunoaștere „Bast” (în rusă Баст), format din doi cercetași și șase agenți instruiți în sabotaj care a activat în orașul Starîi Krîm; aceștia au reușit să trimită peste 300 de transmisii radio cu informații către Armata Roșie. Cu toate acestea, rețeaua de opt persoane nu a putut monitoriza întreaga peninsulă și a fost supusă unui control crescut din partea naziștilor. Pe măsură ce restricțiile de călătorie au fost înăsprite de naziști, grupului i-a fost din ce în mai greu să evite munca forțată la care a fost supusă populația, lucru care le-a încheiat prematur misiunea. Trusov a decis apoi să trimită un al doilea grup de recunoaștere în peninsulă, iar Abdenanova s-a oferit în curând ca voluntar pentru această sarcină. În școala de instruire a serviciilor de informații militare din Krasnodar, ea s-a pregătit pentru această misiune, astfel a învățat cum să se parașuteze dintr-un avion și a urmat un curs de spionaj.
În noaptea de 2 octombrie 1943, Abdenanova a sărit cu parașuta dintr-un Polikarpov Po-2 deasupra satului Jermai-Kașik (Джермай-Кашик, astăzi Слюсарёво) împreună cu operatorul ei radio Larisa Guliacenko. La aterizare, Abdenanova s-a lovit la un picior, dar a reușit să ajungă în casa bunicii sale. Acolo, Abdenanova a început să lucreze sub pseudonimul „Sofia”, iar Guliacenko a folosit numele „Stasia” și „Mândra”. Pentru a aduna informațiile solicitate de Armata Roșie, ea a organizat un mic grup de cercetași din care au făcut parte unchiul ei Abdurakyiy Bolatov, profesoara Nechipa Batalova, Sefidin și Dzhevat Menanov, Vaspie Ajibaeva, Khairla Mambejanov și Battal Battalov. Cercetașilor li s-au atribuit sarcini diferite care includeau monitorizarea constantă a căii ferate locale, identificarea mișcării trupelor inamice, colectarea datelor despre garnizoanele din zonă și ordinul de desfășurare a unităților inamice din zonă. Întâlnirile au avut loc în casa lui Battal Battalov, aici Alime primea informații care apoi erau transmise prin radio către departamentul de informații al frontului nord-caucazian. De la începutul operațiunii din Jermai-Kașik până la 19 octombrie, 16 radiograme au fost trimise Armatei Roșii, cu mult peste cerința de două pe săptămână. În total, organizația subterană a trimis peste 80 de transmisii de informații, ceea ce a du la pierderi mai mari în rândul trupelor germane.

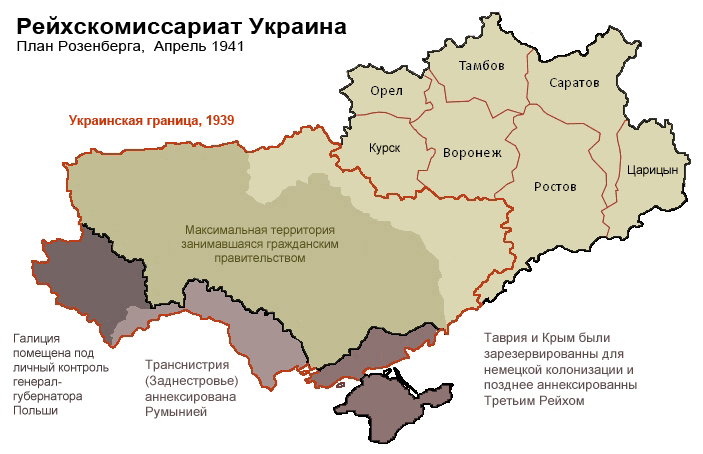
Harta Ucrainei și a Crimeii sub controlul celui de-al Treilea Reich.

La 13 decembrie 1943 maiorul Athekhovsky, șeful celui de-al doilea departament de recunoaștere de la sediul frontului nord-caucazian, le-a nominalizat pe Abdenanova și Guliacenko pentru Ordinul Steagul Roșu. Generalul-maior Nikolai Trusov a susținut nominalizarea și la 5 ianuarie 1944 Consiliul Armatei din Primorie a aprobat nominalizarea. Cu toate acestea, din moment ce Abdenanova se afla pe teritoriul ocupat al Crimeei și, altfel, nu a putut primi personal premiul, medalia a fost păstrată într-un depozit din Moscova până când a fost predată oficial sorei sale, Feruza, la 9 mai 1992, după care a fost trimisă la Muzeul Lenino.

## Captivitate și moarte
În ianuarie și februarie 1944, Abdenanova a trimis 42 de transmisii radio către Armata Roșie, dar la 11 februarie bateriile din radioul ei s-au consumat și a fost nevoită să ceară un nou set de baterii de la partizanul local Aleksander Pavlenko. După ce i-a dat setul de baterii, Pavlenko a fost arestat de germani, lucru pe care Alime l-a raportat la sediul central și a fost instruită de Trusov să se ducă într-un sat din apropiere și să stea cu rudele sale. În acel moment, germanii au început să suspecteze o mișcare subterană în Kerci și, cu ajutorul unui radiocompas, a fost găsit locul de transmisie al cercetașilor. În noaptea de 25 februarie, naziștii au lansat un raid asupra casei lui Sefidin și Dzhevat Menanov, în timpul căruia majoritatea cercetașilor, inclusiv Abdenanova și Gulyachenko, au fost arestați și trimiși la o închisoare din Starîi Krîm . Radioul a fost ascuns într-un grajd, dar a fost repede găsit de germani. La închisoare, niciunul dintre cercetașii pe care i-a recrutat Abdenanova nu a dezvăluit nicio informație militară germanilor, chiar sub tortură, iar majoritatea au fost împușcați pe Muntele Agarmîș pe 9 martie. Vaspie Ajibaeva a murit datorită torturii în închisoare înainte de aceste execuții, iar Nechipa Batalova a fost împușcată în curtea închisorii. După ce a fost martora la tortura partizanilor din Crimeea, operatorul de radio Larisa Gulyachenko a fost de acord să coopereze cu naziștii și le-a dezvăluit că radioul pe care îl foloseau pentru a transmite informații a fost ascuns în grajd. Cu toate acestea, Abdenanova a refuzat să ofere orice informație naziștilor și a fost puternic torturată din această cauză. Câțiva ruși loiali naziștilor au participat la torturarea ei, smulgându-i unghiile, rupându-i brațele și picioarele, au udat-o cu apă înghețată și i-au desfigurat fața. În ciuda torturii și a interogatoriilor prelungite, ea nu a dezvăluit nicio informație. La 27 martie, partizanii au atacat închisoarea din Starîi Krîm și au eliberat mulți prizonieri, dar nu au găsit-o pe Abdenanova, deoarece a fost trimisă într-o închisoare din Simferopol, unde a ajuns la 3 aprilie și a fost pusă în izolare. La 5 aprilie 1944 a fost împușcată de Gestapo și a fost îngropată într-un loc necunoscut.

## Onoruri și moștenire
După ce sovieticii au preluat controlul asupra Crimeei în aprilie 1944, ofițerii Armatei Roșii au vizitat familia lui Alime și au lăudat vitejia ei, afirmând că acțiunile ei nu vor fi uitate. Cu toate acestea, după deportarea tătarilor din Crimeea în Asia Centrală la 18 mai 1944, membrii familiei supraviețuitori ai lui Alime au fost deportați în Uzbekistan, inclusiv bunica ei care i-a ajutat pe cercetași și pe sora Azife care a fost partizan în timpul ocupației germane. Guvernul sovietic a declarat în mod colectiv toți tătarii crimeeni ca fiind trădători, chiar și cei care au slujit cu cea mai mare loialitate în Armata Roșie, prin urmare, chiar și după petiții repetate care au cerut ca Abdenanova să fie declarată erou al Uniunii Sovietice, ea nu a primit niciodată titlul și a rămas în mare parte necunoscută publicului în majoritatea perioadei sovietice. După prăbușirea Uniunii Sovietice, au fost publicate informații despre acțiunile sale din timpul războiului și a fost supranumită „Zoia din Crimeea”.
După anexarea Crimeei de către Federația Rusă  în 2014, ea a fost declarată tardiv erou al Federației Ruse la 1 septembrie 2014.